# Награда Извиискра Његошева
Награда Извиискра Његошева књижевна је награда установљена 2007. године поводом 160 година од објављивања Горског вијенца Петра II Петровића Његоша и носи првобитни назив тог дела.
Одлуком епископа будимљанско-никшићког Јоаникија, награду је установила Епархија будимљанско-никшићка са модном кућом Мона као донатором, са намером да афирмише истинске књижевне вредности и ствараоце који пишу на српском језику. Награда се додељује за најбољу књигу, сабрана или одабрана дела или за животно дело неког писца српског језика.
Свечано проглашење добитника приређује се на Савиндан, а свечано уручење награде приређује се на празник Светог Василија Осторшког у Никшићу, Београду, Бања Луци или неком другом месту по одлуци eпископа будимљанско-никшићког. Награда се састоји од Повеље и новчаног дела (за 2007. годину 5000 евра у динарској противвредности).
Жири за додјелу награде чине: др Јован Делић (предсједник), Милутин Мићовић, др Ранко Поповић, др Драган Станић и др Драган Хамовић.

## Добитници
| Година | Добитник              | Дело                                                          | Реф.   |
| ------ | --------------------- | ------------------------------------------------------------- | ------ |
| 2008.  | Миодраг Павловић      | Живот у јарузи, Рајске изреке, Бесовски вртлози               | [ 2 ]  |
| 2010.  | Рајко Петров Ного     | Не тикај у ме                                                 | [ 3 ]  |
| 2012.  | Митрополит Амфилохије | изабрана дела                                                 | [ 4 ]  |
| 2014.  | Милован Данојлић      | цјелокупни књижевни рад                                       | [ 5 ]  |
| 2016.  | Љубомир Симовић       | цјелокупни књижевни рад                                       | [ 6 ]  |
| 2018.  | Ранко Јововић         | цјелокупно песничко дело, а поводом књиге Сузе Марка Миљанова | [ 7 ]  |
| 2020.  | Ђорђо Сладоје         | цјелокупно песничко дело, а поводом књиге Занатски дом        | [ 8 ]  |
| 2022.  | Милосав Тешић         | цјелокупно песничко дело                                      | [ 9 ]  |
| 2022.  | Матија Бећковић       | цјелокупно песничко дело                                      | [ 10 ] |